# جوش هيلي
جوش هيلي هو لاعب هوكي الجليد كندي، ولد في 12 يوليو 1994 في إدمونتون في كندا.

## وصلات خارجية
- جوش هيلي على موقع دوري الهوكي الوطني (الإنجليزية)
- جوش هيلي على موقع EliteProspects.com (الإنجليزية)
- جوش هيلي على موقع HockeyDB.com (الإنجليزية)